# Eostegana tessellata
Eostegana tessellata är en tvåvingeart som beskrevs av Toyohi Okada 1982. Eostegana tessellata ingår i släktet Eostegana och familjen daggflugor. Inga underarter finns listade i Catalogue of Life.